# Canton du Velay volcanique
Le canton du Velay volcanique est une circonscription électorale française du département de la Haute-Loire.

## Histoire
Un nouveau découpage territorial de la Haute-Loire entre en vigueur à l'occasion des premières élections départementales suivant le décret du 17 février 2014. Les conseillers départementaux sont, à compter de ces élections, élus au scrutin majoritaire binominal mixte. Les électeurs de chaque canton élisent au Conseil départemental, nouvelle appellation du Conseil général, deux membres de sexe différent, qui se présentent en binôme de candidats. Les conseillers départementaux sont élus pour 6 ans au scrutin binominal majoritaire à deux tours, l'accès au second tour nécessitant 12,5 % des inscrits au 1er tour. En outre la totalité des conseillers départementaux est renouvelée. Ce nouveau mode de scrutin nécessite un redécoupage des cantons dont le nombre est divisé par deux avec arrondi à l'unité impaire supérieure si ce nombre n'est pas entier impair, assorti de conditions de seuils minimaux. Dans la Haute-Loire, le nombre de cantons passe ainsi de 35 à 19.
Le canton du Velay volcanique est formé de communes des anciens cantons de Pradelles (11 communes), de Solignac-sur-Loire (5 communes), de Cayres (6 communes) et de Saugues (1 communes). Il est entièrement inclus dans l'arrondissement du Puy-en-Velay. Le bureau centralisateur est situé à Cussac-sur-Loire.

## Représentation
| Période élective | Période élective | Mandat | Mandat   | Identité                    | Nuance | Nuance | Qualité |
| ---------------- | ---------------- | ------ | -------- | --------------------------- | ------ | ------ | --- |
| 2015             | 2021             | 2015   | 2021     | Michel Décolin              |        | UDI    | Maire de Bains (1989-2020), premier vice-président du conseil départemental, chargé des solidarités sociales, de la maison de l’autonomie, et des ressources humaines |
| 2015             | 2021             | 2015   | 2021     | Marie-Laure Soulier-Mugnier |        | DVD    | agent de développement rural, Saint-Paul-de-Tartas, maire depuis 2020                                                                                                 |
| 2021             | 2028             | 2021   | en cours | Rémi Barbe                  |        | DVD    | Journaliste, maire de Cussac-sur-Loire |
| 2021             | 2028             | 2021   | en cours | Marie-Laure Mugnier         |        | DVD    | Chargée de transmission d'entreprise, conseillère sortante |

### Résultats détaillés

#### Élections de mars 2015
Lors des élections départementales de 2015, le binôme composé de Michel Decolin et Marie-Laure Soulier-Mugnier (Majorité Départementale) est élu au premier tour avec 53,60% des suffrages exprimés, devant le binôme composé de Serge Boyer et Isabelle Credaro-Provins (DVG) (46,40%). Le taux de participation est de 58,16 % (5 344 votants sur 9 188 inscrits) contre 53,67 % au niveau départemental et 50,17 % au niveau national.

#### Élections de juin 2021
Le premier tour des élections départementales de 2021 est marqué par un très faible taux de participation (33,26 % au niveau national). Dans le canton du Velay volcanique, ce taux de participation est de 46,47 % (4 227 votants sur 9 096 inscrits) contre 40,17 % au niveau départemental. À l'issue de ce premier tour, le binôme constitué de Rémi Barbe et Marie-Laure Mugnier (DVD , 100 %), est élu avec 100 % des suffrages exprimés.

## Composition
Le canton du Velay volcanique comprend vingt-trois communes entières.
| Nom                                      | Code Insee | Intercommunalité                      | Superficie (km2) | Population (dernière pop. légale) | Densité (hab./km2) | Modifier                                    |
| ---------------------------------------- | ---------- | ------------------------------------- | ---------------- | --------------------------------- | ------------------ | ------------------------------------------- |
| Cussac-sur-Loire (bureau centralisateur) | 43084      | CA du Puy-en-Velay                    | 10,27            | 1 658 (2022)                      | 161                | modifier les données · modifier les données |
| Alleyras                                 | 43005      | CC des Pays de Cayres et de Pradelles | 24,86            | 153 (2022)                        | 6,2                | modifier les données · modifier les données |
| Arlempdes                                | 43008      | CC des Pays de Cayres et de Pradelles | 13,74            | 148 (2022)                        | 11                 | modifier les données · modifier les données |
| Bains                                    | 43018      | CA du Puy-en-Velay                    | 37,56            | 1 387 (2022)                      | 37                 | modifier les données · modifier les données |
| Barges                                   | 43019      | CC des Pays de Cayres et de Pradelles | 7,02             | 106 (2022)                        | 15                 | modifier les données · modifier les données |
| Le Bouchet-Saint-Nicolas                 | 43037      | CC des Pays de Cayres et de Pradelles | 19,31            | 271 (2022)                        | 14                 | modifier les données · modifier les données |
| Le Brignon                               | 43039      | CA du Puy-en-Velay                    | 34,90            | 615 (2022)                        | 18                 | modifier les données · modifier les données |
| Cayres                                   | 43042      | CC des Pays de Cayres et de Pradelles | 29,22            | 687 (2022)                        | 24                 | modifier les données · modifier les données |
| Costaros                                 | 43077      | CC des Pays de Cayres et de Pradelles | 3,85             | 552 (2022)                        | 143                | modifier les données · modifier les données |
| Lafarre                                  | 43109      | CC des Pays de Cayres et de Pradelles | 13,02            | 82 (2022)                         | 6,3                | modifier les données · modifier les données |
| Landos                                   | 43111      | CC des Pays de Cayres et de Pradelles | 36,51            | 869 (2022)                        | 24                 | modifier les données · modifier les données |
| Ouides                                   | 43145      | CC des Pays de Cayres et de Pradelles | 10,69            | 52 (2022)                         | 4,9                | modifier les données · modifier les données |
| Pradelles                                | 43154      | CC des Pays de Cayres et de Pradelles | 17,48            | 535 (2022)                        | 31                 | modifier les données · modifier les données |
| Rauret                                   | 43160      | CC des Pays de Cayres et de Pradelles | 20,75            | 200 (2022)                        | 9,6                | modifier les données · modifier les données |
| Saint-Arcons-de-Barges                   | 43168      | CC des Pays de Cayres et de Pradelles | 15,38            | 116 (2022)                        | 7,5                | modifier les données · modifier les données |
| Saint-Christophe-sur-Dolaizon            | 43174      | CA du Puy-en-Velay                    | 27,34            | 937 (2022)                        | 34                 | modifier les données · modifier les données |
| Saint-Étienne-du-Vigan                   | 43180      | CC des Pays de Cayres et de Pradelles | 9,43             | 90 (2022)                         | 9,5                | modifier les données · modifier les données |
| Saint-Haon                               | 43192      | CC des Pays de Cayres et de Pradelles | 37,57            | 277 (2022)                        | 7,4                | modifier les données · modifier les données |
| Saint-Jean-Lachalm                       | 43198      | CC des Pays de Cayres et de Pradelles | 34,64            | 303 (2022)                        | 8,7                | modifier les données · modifier les données |
| Saint-Paul-de-Tartas                     | 43215      | CC des Pays de Cayres et de Pradelles | 27,47            | 193 (2022)                        | 7,0                | modifier les données · modifier les données |
| Séneujols                                | 43238      | CC des Pays de Cayres et de Pradelles | 12,24            | 301 (2022)                        | 25                 | modifier les données · modifier les données |
| Solignac-sur-Loire                       | 43241      | CA du Puy-en-Velay                    | 24,00            | 1 286 (2022)                      | 54                 | modifier les données · modifier les données |
| Vielprat                                 | 43263      | CC des Pays de Cayres et de Pradelles | 7,24             | 67 (2022)                         | 9,3                | modifier les données · modifier les données |
| Canton du Velay volcanique               | 4318       |                                       | 474,49           | 10 885 (2022)                     | 23                 | modifier les données                        |

## Démographie
En 2022, le canton comptait 10 885 habitants, en évolution de −0,8 % par rapport à 2016 (Haute-Loire : +0,36 %, France hors Mayotte : +2,11 %).
| 2013   | 2018   | 2022   |
| ------ | ------ | ------ |
| 11 057 | 10 943 | 10 885 |